# Comuna Obiednane, Novhorod-Siverskîi
Obiednane (în ucraineană Об'єднане) este o comună în raionul Novhorod-Siverskîi, regiunea Cernihiv, Ucraina, formată din satele Obiednane (reședința), Studînka și Ușivka.

## Demografie
Componența lingvistică a comunei Obiednane
     Ucraineană (98,22%)
     Rusă (1,52%)
     Alte limbi (0,25%)
Conform recensământului din 2001, majoritatea populației comunei Obiednane era vorbitoare de ucraineană (98,22%), existând în minoritate și vorbitori de rusă (1,52%).